# Else Voos-Heißmann
Else Voos-Heißmann, geb. Heinen (* 23. August 1913 in Solingen; † 12. März 1970 in Wiesbaden) war eine hessische Politikerin (SPD) und ehemalige Abgeordnete des Hessischen Landtags.

## Ausbildung und Beruf
Else Voos-Heißmann wurde als Else Heinen als Tochter des Messerarbeiters Eugen Heinen und dessen Frau Elisabeth Wilhelmine geborene Kitschenberg geboren. Ihr Vater fiel am 6. November 1914 und ihre Mutter heiratete 1919 den Schleifer Heinrich Bargatzki.
Else Heinen besuchte die Mädchenschule und arbeitete in der chemischen Industrie. Über ihr Engagement in der Naturfreundejugend kam sie zur SPD, der sie in den 1920er Jahren beitrat. 1935 heiratete sie ihren ersten Mann, Ernst Voos, der ebenfalls in der Messerindustrie von Solingen arbeitete und SPD-Mitglied war. 1935 übernahmen die Eheleute Voos ein Metallwarengeschäft in Wiesbaden. Am 1. September 1938 wurde die nunmehrige Geschäftsfrau Mitglied der NSDAP (Mitgliedsnummer 7.004.969).
1942 wurde Ernst Voos zum Kriegsdienst einberufen und geriet 1943 in französische Kriegsgefangenschaft. Am 1. April 1943 kam die Tochter der Eheleute Voos, Eveline, zur Welt. Am 28. Juli 1944 wurde das Wohngebäude von Else Voos durch alliierte Bombenangriffe zerstört und Mutter und Tochter wurden auf einen Bauernhof in der Nähe von Würzburg evakuiert.
Nach Kriegsende kehrte Else Voos nach Wiesbaden zurück. Das Geschäft war durch die Besatzungstruppen beschlagnahmt und konnte daher nicht wieder eröffnet werden. Sie arbeitete im Wirtschafts- und Ernährungsamt.

## Politik
Vom 1. Dezember 1946 bis zum 30. November 1950 war sie Mitglied des Hessischen Landtags und 1949 Mitglied der 1. Bundesversammlung. Im Landtagshandbuch wird sie in dieser Zeit als Hausfrau geführt. Im Landtag spielte sie keine herausgehobene Rolle. Es sind nur vier Redebeiträge von ihr dokumentiert. Bei der abschließenden Lesung des Entwurfs eines Gesetzes über die Sozialgemeinschaften am 25. Oktober 1950, mit dem die Sozialisierung gemäß Artikel 41 der Hessischen Verfassung umgesetzt werden sollte, verursachte u. a. ihre Abwesenheit die Ablehnung der Vorlage bei Stimmengleichheit.

## Nach dem Ausscheiden aus der Politik
1948 kehrte ihr Mann aus der Kriegsgefangenschaft zurück. 1949 wurde das Geschäft neu eröffnet. Bereits 1950 wurde die Ehe jedoch geschieden und Else Voos heiratete am 4. September 1950 ihren zweiten Mann, den Versicherungssachverständigen Ernst Heißmann. Heißmann war aufgrund seiner SPD-Nähe 1933 als Regierungsdirektor entlassen worden. Aufgrund seines Engagements um den Wiederaufbau der SPD wurde er in der SBZ verhaftet und im Speziallager Nr. 2 Buchenwald festgehalten. Nach seiner Entlassung 1950 floh er in den Westen, wo er Else Voos kennenlernte.
Mitte der 1960er Jahre begann Else Voos unter der Alzheimer-Krankheit zu leiden, an der sie 1970 starb.